# 형제봉 (용인)
형제봉(兄弟峯)은 광교산과 이어지는 대한민국 경기도 용인시 신봉동의 형제봉과 남동쪽으로 내려와 경기도 용인시 처인구 운학동과 남사읍 아곡리에 위치한 형제봉으로 나워져 있다. 용인시 관내 남부 내륙에 위치하고 있으며, 수원으로 넘어가는 수지구에 접하고 있는데 옛날에는 처인구 운학동과 양지면의 행정 구역내에 위치한 형제봉과 연결되었던 것으로 보인다. 처인구 운학동(雲鶴洞)의 ‘운(雲)’자는 마을 주산의 맥이 발원하는 형제봉이 용의 형세를 하고 있어, 용은 구름을 얻어야 승천할 수 있다는 의미로 붙여진 이름이다.
또한 형제봉은 처인구 양지면과 수지구 신봉동으로 나눠있지만 신봉동 형제봉의 산세는 오히려 원삼면의 쌍령산과 비슷하게 생겼다. 형제봉에서 남쪽으로 인성산에 이어져 석성산으로 연결되고 북쪽으로 광교산에 이어주고 있다.

## 한남정맥
형제봉은 한남정맥(漢南正脈)에 속해있는 산으로 칠장산(七長山:492m, 죽산)에서 도덕산·국사봉(안성)·상봉·달기봉·무너미고개·함박산(函朴山:349.3m, 용인)·학고개·부아산(負兒山:402.7m, 용인)·메주고개(覓祖峴)·석성산(石城山:471.5m, 용인)·할미성·인성산(仁聖山:122.4m, 용인)·형제봉·광교산(光敎山:582m)·백운산(白雲山:560m)·수리산·국사봉(國思峯:538m)·청계산(淸溪山:618m)·응봉(鷹峰:348m)·관악산(冠岳山:629m)·소래산(蘇來山)·성주산(聖住山)·철마산·계양산(桂陽山)·가현봉(歌弦峰)·필봉산(筆峰山)·학운산(鶴雲山)·것고개·문수산 등으로 이어주고 있다.

## 전해오는 이야기
용인 지역이 한반도 산맥의 본 줄기의 하나인 한남정맥(漢南正脈)의 정맥이 통과하는 곳으로 양지면의 등촌은 마을 뒷산에 보이는 바위가 여근 모양이라 가리기 위해 등나무를 심은 데서 지명이 유래되었다. 용인 지역의 많은 삼태기 형국 지역에서는 마을 앞에 소나무 등을 심어 삼태기가 바람에 날아가지 못하도록 조치를 취하였고 한다.

## 산행 코스
경기대 반딧불이 화장실에서부터 산행을 시작한다. 호수를 옆으로끼고 올라가는 평탄한 등산로 산책길은 가볍게 트래킹하기 좋은 길이다. 형제봉을 오르는 바위는 몇번타고 올라도 재미 있을듯한 암벽코스이다. 70도 경사로 뒤쪽에 돌아서 내려오는 길이 보인다. 멀리서 보면 두개의 봉우리로 보인다. 그래서 형제봉, 내려다 보면 용인과 수원시 두형제를 거느리고 있는 듯한 느낌이다. 모두 한 눈에 내려다 보이고 앞이 탁 트여 있어 전망이 훌륭하다. 야간산행으로 도시의 불빛을 볼 수 있는 곳이다.

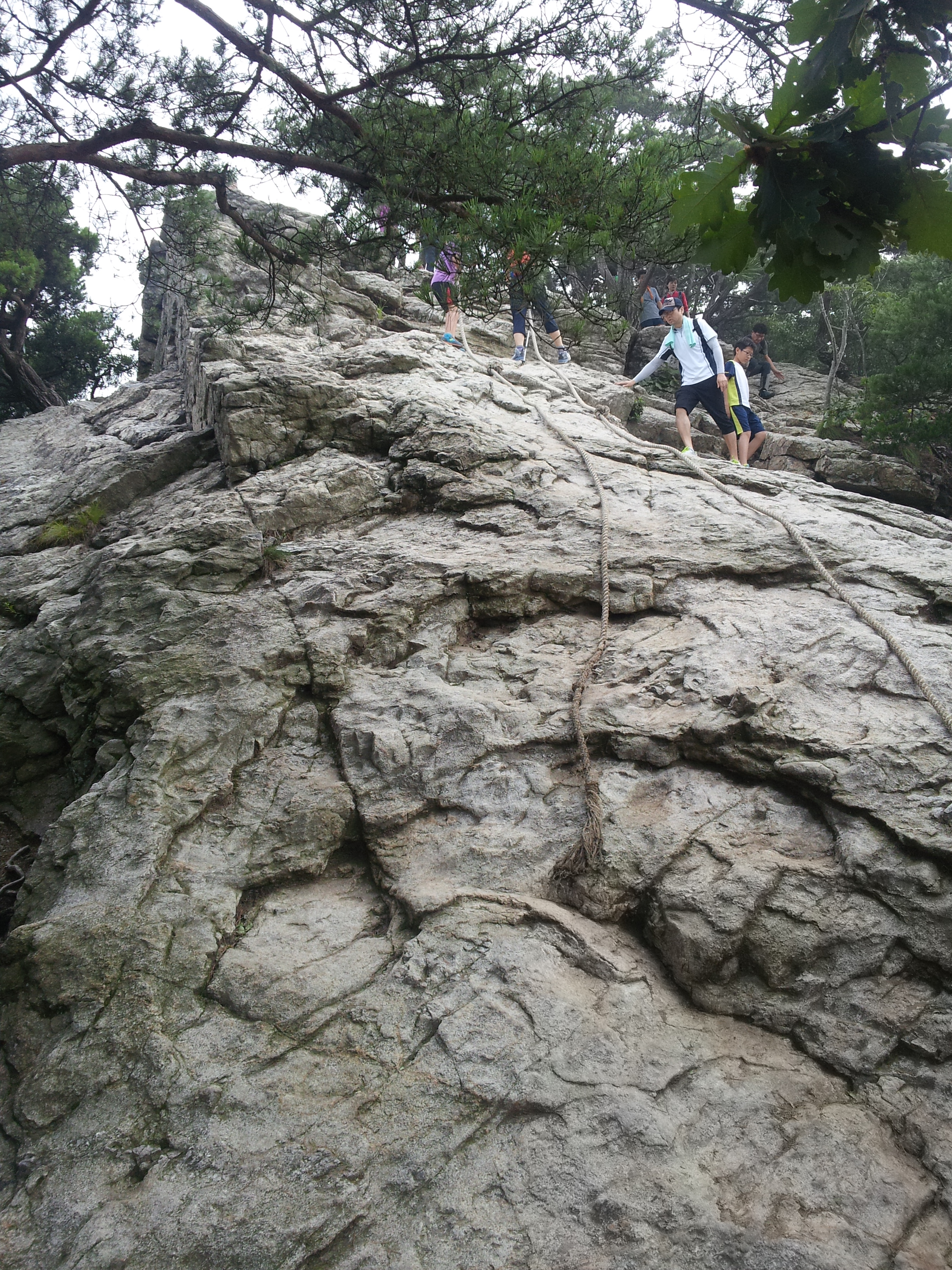
형제봉의 암벽코스. 밧줄을 이용해 올라갈 수 있다.
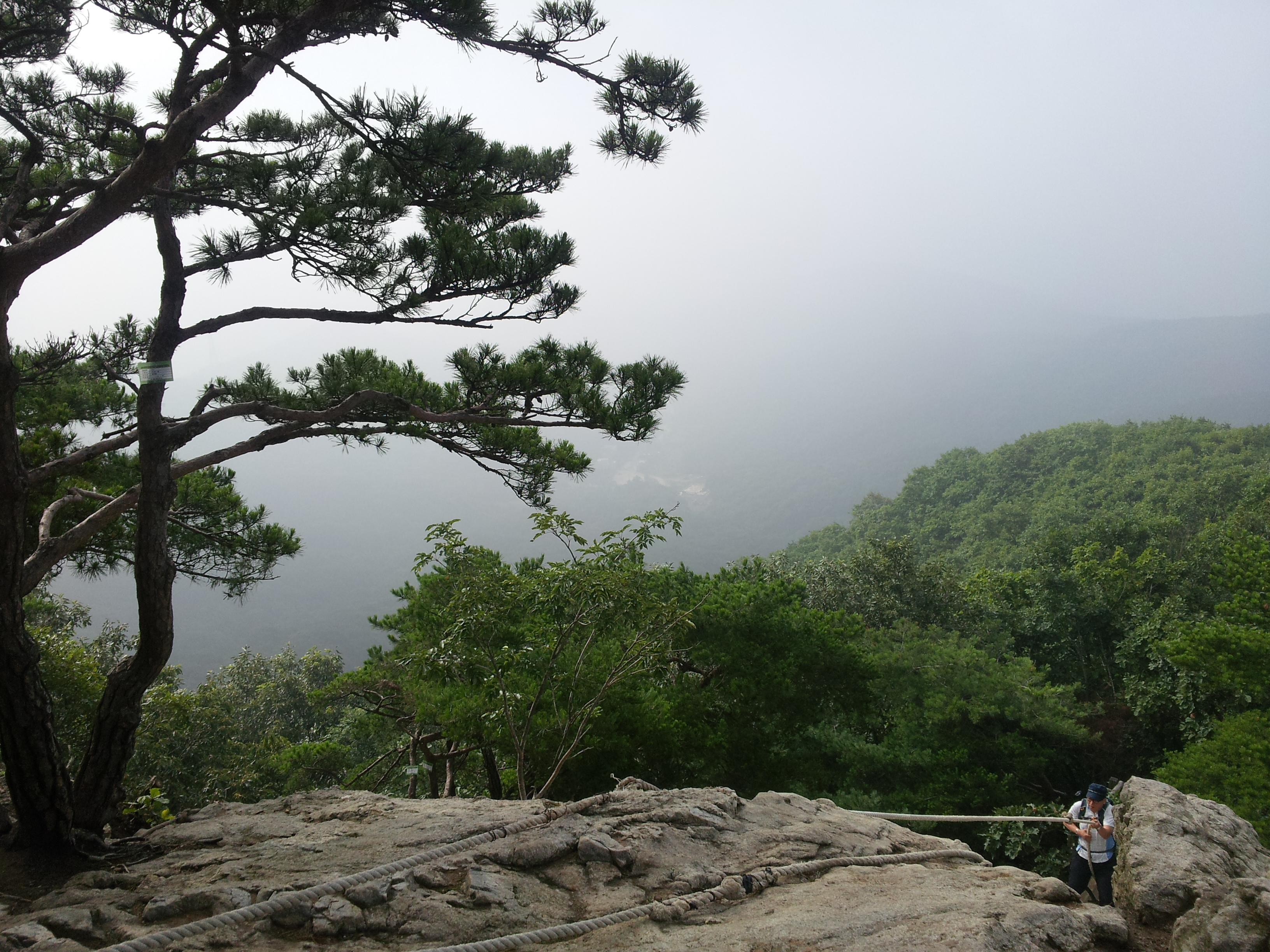
형제봉에 올라가서 찍은 사진. 밧줄을 타고 올라오고 있는 등산객을 볼 수 있다.
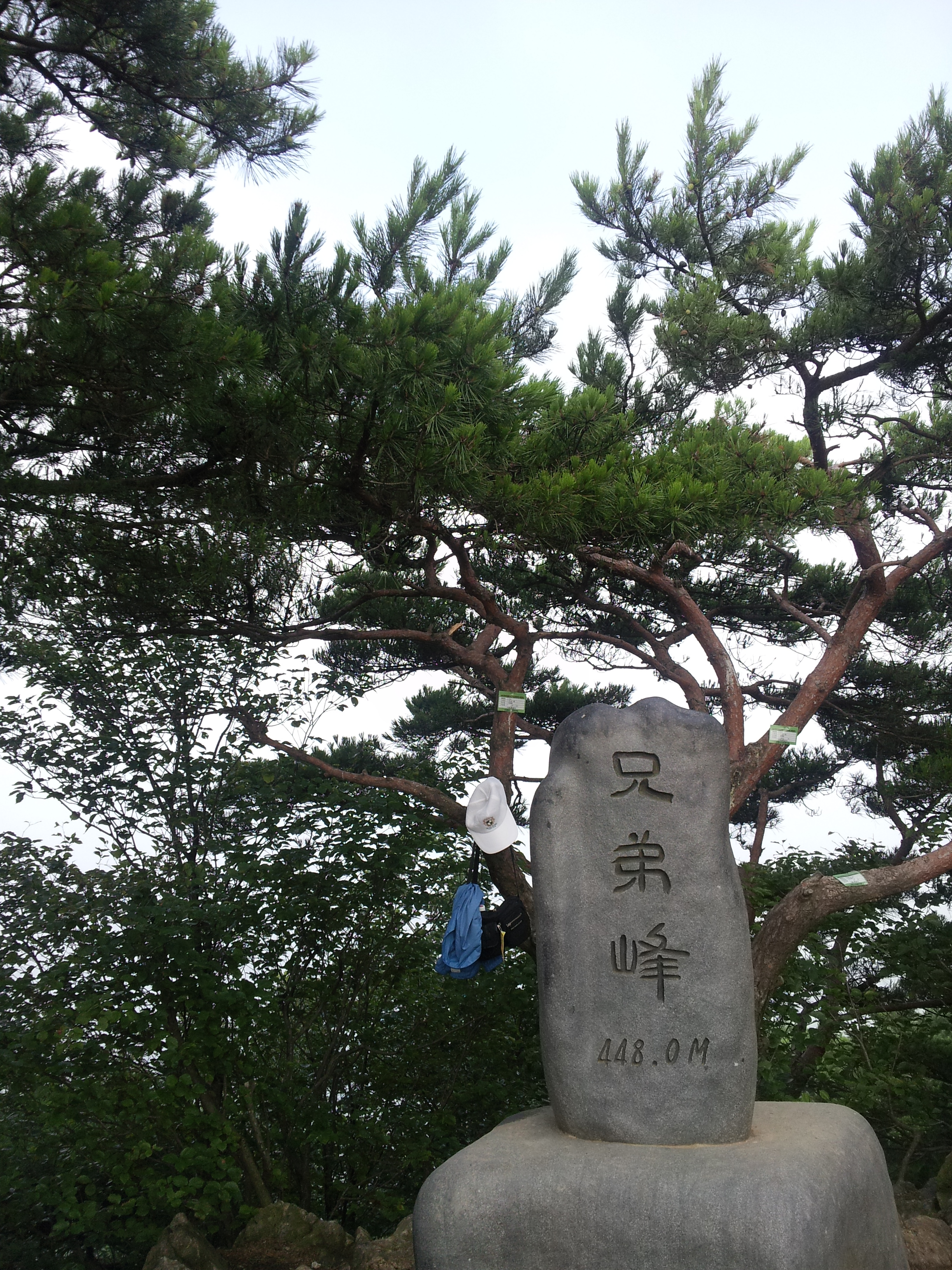
형제봉의 이름이 적혀있는 비석

다른 형제봉의 코스도 있지만 많이 찾는 곳은 용인시 처인구 해곡동이다. 와우정사 입구에서 바라보면 멀리 와우정사와 은이산(365m)이 보인다. 형제봉(448m)올라 된봉 쉼터쪽으로 내려오면 바로 남곡리이다.

## 기타
형제봉 앞자락에서 멀리 보이는 용인 운학동 돌방무덤군은 경기도 용인시 처인구 운학동(雲鶴洞)에 있는 통일신라시대의 돌방무덤이다. 1997년 12월 10일 용인시 향토유적 제43호, 제44호로 지정되었다. 국사봉 남서자락에 위치해 있다.
또한 인근의 용인 운학동 가마터는 경기도 용인시 처인구 운학동(雲鶴洞)에 있는 조선시대 17세기 백자 가마 터로 밝혀진 곳이다. 총 두 곳에 분포하고 있어 운학동 가마 터 요지1호와 가마 터 요지2호로 구분되는데 가마 터 1호는 '번어들'이라 불리는 경작지 일대에 있다.

## 같이 보기
- 한국의 산
- 광교산
- 청계산
- 법화산 (경기)
- 향수산 (경기)